# Till Winfried Bärnighausen
Till Winfried Bärnighausen (* 1969) ist ein deutscher Mediziner (Epidemiologie, Öffentliche Gesundheit).
Bärnighausen ist der Neffe des Chemikers Hartmut Bärnighausen. Er studierte Medizin an der Ruprecht-Karls-Universität Heidelberg mit dem Abschluss 1997 und der Promotion 1998 (mit einer Dissertation in Medizingeschichte über Menschenversuche des japanischen Militärs in China im Zweiten Weltkrieg). Es folgte die Facharztausbildung in Allgemeinmedizin (Zulassung 2002). 2001 erhielt er einen Master-Abschluss in Management im Gesundheitssystem (Health System Management) der London School of Hygiene and Tropical Medicine und 2006 einen Master-Abschluss in Wirtschaft und Finanzwesen an der Universität London. Davor war er ab 2004 Associate Professor an der Universität von KwaZulu-Natal in Südafrika, wo er am Africa Health Research Institute (AHRI) des Wellcome Trust war. Er war an der T.H. Chan School of Public Health, an der er 2008 promoviert wurde (Sc.D. in Population and International Health) und war dort ab 2009 Professor. 2016 ging er an die Universität Heidelberg zurück. 2017 erhielt er dort eine Humboldt-Professur und leitet das Institut für Public Health (HIPH), das er mit seiner Ernennung zu einem Zentrum für globale Gesundheit ausbauen soll mit Schwerpunkt bei Gesundheitsproblemen in Entwicklungsländern. Er ist auch noch Adjunct Professor (Global Health and Population) an der Harvard University.
Bärnighausen arbeitet als Epidemiologe interdisziplinär auch unter Berücksichtigung sozialer und wirtschaftlicher Gesichtspunkte und wertet großflächige Programme medizinischer Eingriffe (zum Beispiel in Bezug auf HIV, Diabetes, Bluthochdruck) in die Bevölkerungsgesundheit besonders in Afrika aus. Dabei konzentriert er sich auf Maßnahmen die mit relativ geringen Mitteln durchgeführt werden können wie Erstversorgungseinrichtungen unter Leitung von Krankenschwestern.
Er arbeitete als Arzt in Deutschland, China und Südafrika, als Journalist in Berlin und als Managementberater für McKinsey.